# Stankonia
Stankonia es el cuarto álbum de estudio del dúo estadounidense de rap OutKast, lanzado el 31 de octubre de 2000, por el sello LaFace. 
El álbum fue grabado en Stankonia Studios, disquera adquirida por el dúo en esos días, ubicado en Atlanta, y contó con  la producción de Earthtone III, Organized Noize y Carl Mo. Siguió la línea experimental de su exitoso antecesor Aquemini (1998).
El álbum fue un éxito comercial y crítico, siendo considerado por varios críticos especializados y fanáticos como uno de los mejores álbumes de hip hop de la historia y de la música en general. Debutó en el primer lugar de la Billboard 200, vendiendo alrededor de 530.000 copias en su primera semana. 
Se extrajeron 3 sencillosː B.O.B. (Bombs Over Baghdad), Ms. Jackson y So Fresh So Clean. Por su parte Ms. Jackson se convirtió en su primer sencillo número 1 en los Billboard 100 y sigue siendo una de sus canciones más conocidas. En el 2002 el dúo ganó el Grammy a mejor álbum de rap y mejor interpretación rap de duo por Ms Jackson.
En el 2020 el álbum fue posicionado en el puesto 64 de los 500 mejores álbumes de todos los tiempos de la revista Rolling Stone.

## Contenido

### Nombre
Al igual que su álbum previo Aquemini, Stankonia tiene como título una palabra compuesta por otras dos. La palabra Stankonia es una fusión de las palabras Stank que quiere decir oloroso, pero que también es una manera coloquial de decir funky, y Plutonia, título de un póster que André 3000 tenía en su habitación, y en el cual se mostraba una ciudad futurística.
De hecho la fusión denota el interés del duó por la experimentaciónː

Stankonia es un lugar en el que me imaginé podrías abrirte y ser libre de expresar lo que sea
André 3000

### Portada
La foto de cubierta del álbum muestra a Big Boi (izquierda), con una camiseta blanca y un medallón; y a André 3000 (derecha), quien tiene el torso desnudo, usa un medallón, y muestra sus puños a la cámara, teniendo en la mano izquierda un anillo. También tiene pantalón negro de cuero.
De la portada resalta la bandera de los Estados Unidos, conocida como Star-Spangled Banner, sólo que en este caso la bandera tiene franjas negras y un cuadrilátero estrellado y también de negro.

## Legado
Stankonia fue incluido en la lista The 500 Greatest Albums of All Time, por las revistas Rolling Stone y NME. La versión de Rolling Stone lo ubicó en el puesto, y en la segunda reedición de septiembre de 2020, fue ubicado en el puesto 64, siendo el álbum mejor rankeado del duo. En contraste, NME ubicó al álbum en el puesto 500 de su lista, publicada en octubre del 2013, siguiendo quizá el caso de Aquemini, que en el 2012 fue ubicado en la misma posición pero en el listado de Rolling Stone.
También fue incluido en el libro 1001 Albums You Must Hear Before You Die de 2005, manteniéndose en la reedición de 2018.